# Казбастау
Казбаста́у (каз. Қазбастау) — станційне селище у складі Жуалинського району Жамбильської області Казахстану. Входить до складу Нурликентського сільського округу.
Населення — 65 осіб (2021; 62 у 2009, 108 у 1999, 442 у 1989).